# Adrien Rabiot
Adrien Thibault Marie Rabiot-Provost, meglio noto come Adrien Rabiot, (IPA: [adʁijɛ̃ ti.bo ma.ʁi ʁabjo]; Saint-Maurice, 3 aprile 1995) è un calciatore francese, centrocampista dell'Olympique Marsiglia e della nazionale francese, con cui ha vinto la UEFA Nations League 2020-2021.

## Biografia
È figlio di Veronique Rabiot e Michel Provost; il padre, rimasto paralizzato da una sindrome locked-in dopo essere stato colpito da un ictus nel 2007, è deceduto nel 2019. Ha assunto il cognome della madre, la quale fa anche da sua agente nel mondo del calcio.

## Caratteristiche tecniche
Interno di centrocampo di piede mancino, è dotato di un fisico imponente, a cui abbina una potente progressione e una buona rapidità nei movimenti palla al piede; grazie a queste caratteristiche, a volte è stato impiegato anche come terzino e come esterno sinistro di centrocampo. Fa dei suoi punti di forza la grande potenza atletica e una buona capacità di inserimento con e senza palla; risulta inoltre abile in fase di recupero e nel gioco aereo, per via della sua stazza.
Soprannominato Cavallo Pazzo, è stato talvolta criticato per l'incostanza nelle prestazioni e per l'assenza di concentrazione in alcune fasi della gara.

## Carriera

### Club

#### Gli inizi, Paris Saint-Germain
Nato a Saint-Maurice, nell'Île-de-France, Rabiot ha giocato nelle giovanili di diverse squadre. Nel 2008 entra nella' primavera del Manchester City, ma dopo sei mesi fa ritorno in Francia, al Créteil-Lusitanos. Nel 2009 si trasferisce al Pau, sui Pirenei francesi; qui viene notato dal Paris Saint-Germain, che lo acquista nel 2010. A Parigi viene convocato per la prima volta nelle nazionali giovanili francesi, collezionando due presenze nell'Under-16. Nella stagione 2012-2013 arriva il debutto tra i professionisti, sotto la guida tecnica di Carlo Ancelotti.

#### Tolosa
Il 31 gennaio 2013 viene girato in prestito al Tolosa, squadra con cui, il 9 marzo 2013, segna il primo gol in Ligue 1, nella gara casalinga contro il Brest. A fine stagione totalizza 13 presenze ed una rete, giocando quasi tutte le gare per intero.

#### Ritorno al Paris Saint-Germain

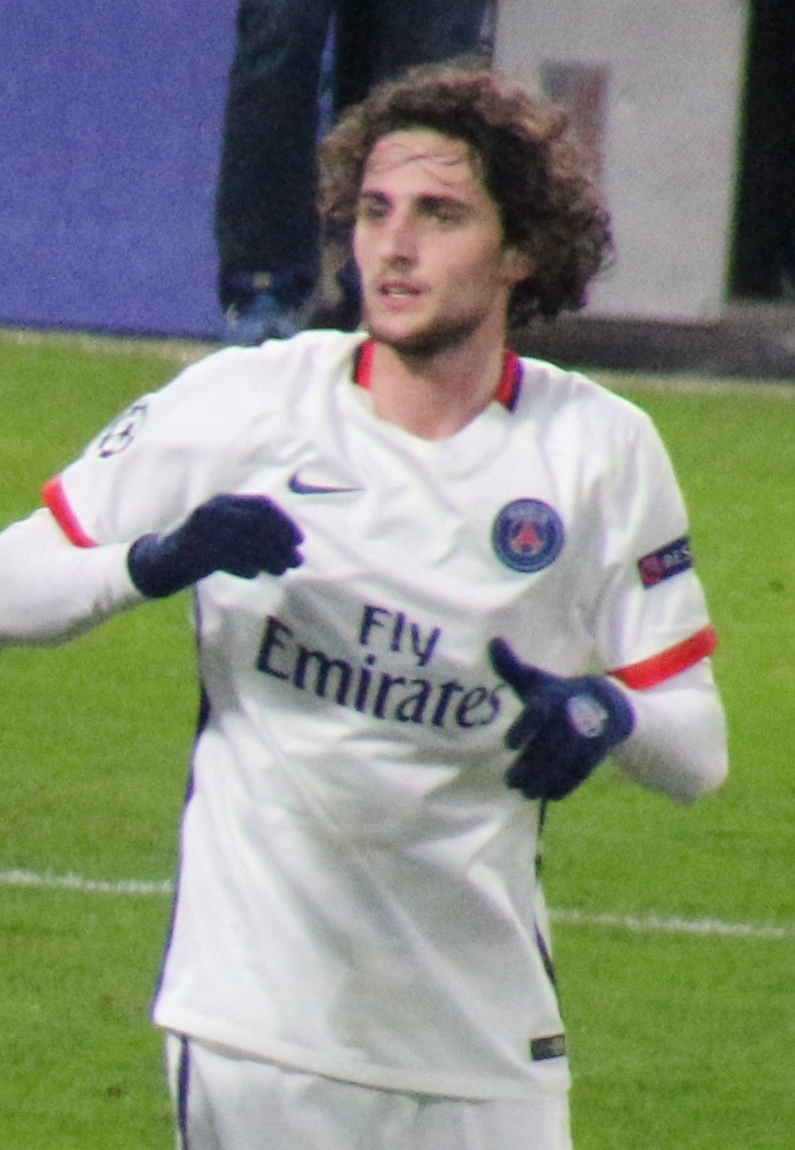
Rabiot con il Paris Saint-Germain nel 2016

Nella stagione 2013-2014 fa ritorno al Paris Saint-Germain. Per via degli infortuni di Marco Verratti e Thiago Motta, viene schierato diverse volte come titolare da Laurent Blanc, ritagliandosi un ruolo in pianta stabile nella formazione parigina e totalizzando 34 presenze tra campionato e coppe, con tre gol segnati.
Nell'annata successiva, a causa di divergenze per il suo mancato rinnovo del contratto, viene dapprima escluso dalla lista per la UEFA Champions League e poi messo fuori rosa. Dopo una lunga trattativa condotta dalla madre, sua procuratrice, il 31 ottobre 2014 prolunga infine il proprio contratto con la società parigina e torna così nei ranghi della squadra. Debutta in stagione il 21 novembre 2014, nella partita vinta per 3-2 sul campo del Metz; il 21 febbraio 2015 realizza la sua prima doppietta in carriera, nella vittoria per 3-1 contro il Tolosa al Parco dei Principi.
Nella stagione seguente, il 9 marzo 2016, in occasione della sfida di ritorno degli ottavi di finale di UEFA Champions League contro il Chelsea, a Londra, sigla la rete del momentaneo 0-1 nella partita terminata 1-2 per i francesi, contribuendo così alla qualificazione della sua squadra ai quarti di finale.
Il 29 luglio 2017 vince la Supercoppa di Francia contro il Monaco, segnando il gol del definitivo 2-1 per i parigini.
Da metà gennaio 2019, data la sua volontà di non rinnovare il contratto in scadenza con i parigini nel giugno successivo, il giocatore viene nuovamente messo fuori rosa e costretto ad allenarsi con la squadra riserve.

#### Juventus

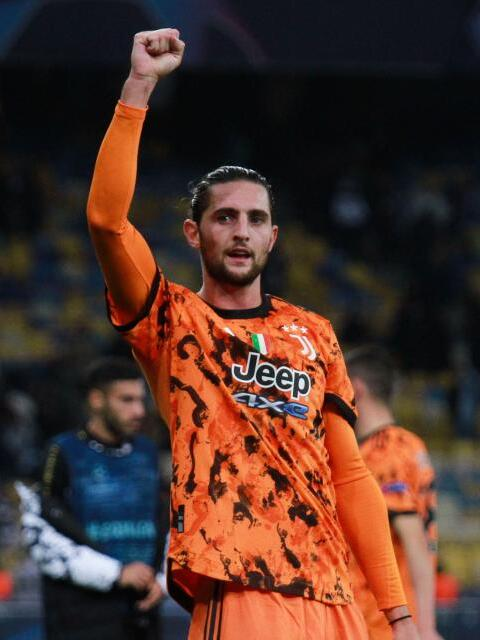
Rabiot alla Juventus nel 2020

Il 1º luglio 2019 viene ufficializzato il suo ingaggio a parametro zero da parte della Juventus, con la quale sottoscrive un contratto quadriennale. Esordisce con il club bianconero il 24 agosto nel match contro il Parma, subentrando al 63º minuto a Sami Khedira, partita vinta in trasferta (0-1) dalla formazione bianconera. Dopo una prima parte di stagione difficoltosa, nella seconda il rendimento cresce, tanto che il 7 luglio 2020 realizza il suo primo gol, ovvero il provvisorio 1-0 nella sconfitta a San Siro contro il Milan (4-2). Poche settimane dopo si aggiudica per la prima volta lo scudetto con i bianconeri. Nella seconda stagione, il 9 marzo 2021, trova la sua prima marcatura in UEFA Champions League, segnando nei tempi supplementari della partita di ritorno degli ottavi di finale contro il Porto, l'inutile rete del 3-2, che non basta alla Juventus, eliminata per via della regola dei gol fuori casa. In campionato trova il gol in quattro occasioni e vince la Supercoppa italiana e la Coppa Italia.
Il 5 ottobre 2022 trova le prime marcature stagionali in UEFA Champions League segnando una doppietta nella vittoria 3-1 contro il Maccabi Haifa. Nello stesso mese, dapprima raggiunge quota 100 presenze in Serie A in occasione del derby della Mole vinto per 1-0 il 16 ottobre; mentre il 21 ottobre segna la sua seconda doppietta stagionale, stavolta in campionato, nella vittoria interna per 4-0 contro l'Empoli. Nel frattempo decisivo anche con una rete nel derby d'Italia, il 20 aprile 2023 segna il primo gol in UEFA Europa League con la maglia juventina, nel retour match dei quarti di finale pareggiato 1-1 sul campo dello Sporting Lisbona, aprendo le marcature con una rete poi risultata determinante per l'accesso alle semifinali.
Nella stagione seguente, la sua quinta in maglia juventina, Rabiot è ormai tra i punti fermi della squadra in questa fase storica: il 22 ottobre 2023, in occasione della vittoria di campionato a San Siro, nella classica contro il Milan (0-1), il francese scende in campo per la prima volta da capitano del club. Al termine dell'annata vince la sua seconda Coppa Italia in bianconero; dopodiché, nelle settimane seguenti, si svincola dal club torinese, dopo 212 presenze e 22 gol.

#### Olympique Marsiglia
Rimasto svincolato per tutta la sessione estiva di calciomercato, il 15 settembre 2024 si accasa all'Olympique Marsiglia, che annuncia di aver raggiunto un principio di accordo, subordinato alle visite mediche, per ingaggiarlo. L'accordo viene finalizzato due giorni dopo; questo, nonostante negli anni a Parigi il centrocampista avesse escluso un futuro in maglia biancazzurra, per via della forte rivalità tra i due club.
Dopo una prima stagione positiva sul piano personale, in cui s'impone tra i leader della squadra e tra i beniamini della tifoseria, il rapporto con i Phocéens si raffredda bruscamente all'inizio della seguente, quando Rabiot e Jonathan Rowe vengono messi sul mercato a causa dei comportamenti tenuti nello spogliatoio in occasione dell'esordio in campionato contro il Rennes.

### Nazionale

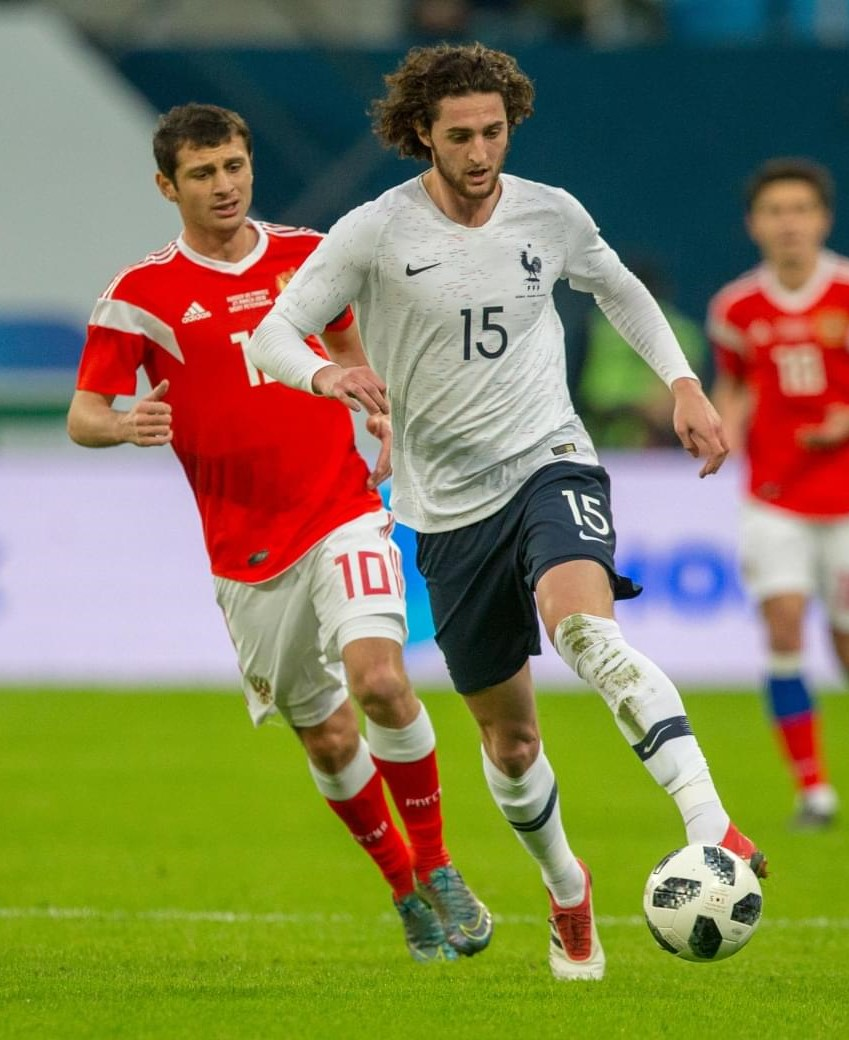
Rabiot in maglia Bleus al

Compie tutta la trafila con le varie nazionali minori francesi, fino ad esordire il 13 agosto 2013 con la nazionale francese Under-21.
Nel novembre 2016 viene convocato per la prima volta in nazionale maggiore dal selezionatore Didier Deschamps, per la sfida contro la Svezia (valida per le qualificazioni mondiali) e l'amichevole contro la Costa d'Avorio, rispettivamente dell'11 e del 15 novembre 2016. Debutta contro la nazionale ivoriana, giocando da titolare nell'amichevole finita 0-0. In occasione del campionato del mondo 2018 viene inserito da Deschamps tra i sostituti di eventuali infortunati prima dell'inizio della competizione, ma decide di rifiutare la convocazione.
Da allora non viene più convocato per i successivi due anni. Torna tra i convocati dei Bleus il 28 agosto 2020, in occasione delle gare di UEFA Nations League contro Svezia e Croazia: proprio in occasione della sfida contro gli svedesi gioca per la prima volta in nazionale dopo l'esclusione biennale. Da qui in avanti diviene uno degli imprescindibili di Deschamps, tanto che il 18 maggio 2021 viene convocato per il campionato d'Europa 2020.

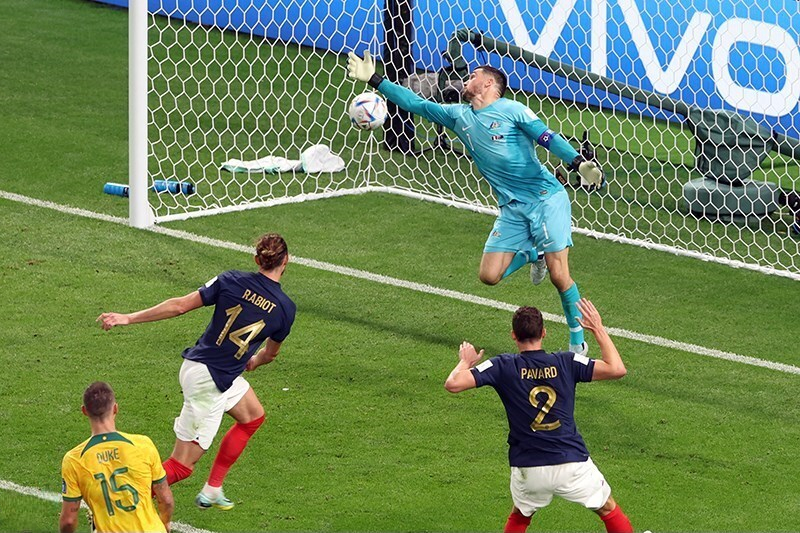
Rabiot (n. 14) va in gol per la Francia contro l' al

Il 13 novembre 2021 segna il suo primo gol in nazionale, nel successo per 8-0 contro il Kazakistan. Il 9 novembre 2022 è convocato da Deschamps per il campionato del mondo 2022, dove segna una rete nella partita inaugurale contro l'Australia e si laurea vicecampione del mondo al termine della manifestazione.
Il 17 novembre 2024, in occasione della classica contro l'Italia, realizza la sua prima doppietta in maglia Bleus, nel successo esterno per 1-3 a San Siro valevole per la UEFA Nations League 2024-2025.

## Statistiche

### Presenze e reti nei club
Statistiche aggiornate al 27 aprile 2025.
| Stagione                   | Squadra                    | Campionato                 | Campionato | Campionato | Coppe nazionali | Coppe nazionali | Coppe nazionali | Coppe continentali | Coppe continentali | Coppe continentali | Altre coppe | Altre coppe | Altre coppe | Totale | Totale |
| Stagione                   | Squadra                    | Comp                       | Pres       | Reti       | Comp            | Pres            | Reti            | Comp               | Pres               | Reti               | Comp        | Pres        | Reti        | Pres   | Reti   |
| -------------------------- | -------------------------- | -------------------------- | ---------- | ---------- | --------------- | --------------- | --------------- | ------------------ | ------------------ | ------------------ | ----------- | ----------- | ----------- | ------ | ------ |
| 2012-gen. 2013             | Paris Saint-Germain        | L1                         | 6          | 0          | CF+CdL          | 1+1             | 0               | UCL                | 1                  | 0                  | -           | -           | -           | 9      | 0      |
| gen.-giu. 2013             | Tolosa                     | L1                         | 13         | 1          | CF+CdL          | -               | -               | -                  | -                  | -                  | -           | -           | -           | 13     | 1      |
| 2013-2014                  | Paris Saint-Germain        | L1                         | 25         | 2          | CF+CdL          | 1+2             | 0+1             | UCL                | 6                  | 0                  | SF          | 0           | 0           | 34     | 3      |
| 2014-2015                  | Paris Saint-Germain        | L1                         | 21         | 4          | CF+CdL          | 5+3             | 0               | UCL                | 4                  | 0                  | SF          | 0           | 0           | 33     | 4      |
| 2015-2016                  | Paris Saint-Germain        | L1                         | 24         | 1          | CF+CdL          | 6+4             | 1+1             | UCL                | 7                  | 3                  | SF          | 1           | 0           | 42     | 6      |
| 2016-2017                  | Paris Saint-Germain        | L1                         | 27         | 3          | CF+CdL          | 4+3             | 1+0             | UCL                | 5                  | 0                  | SF          | 0           | 0           | 39     | 4      |
| 2017-2018                  | Paris Saint-Germain        | L1                         | 33         | 1          | CF+CdL          | 5+3             | 1+1             | UCL                | 8                  | 1                  | SF          | 1           | 1           | 50     | 5      |
| 2018-2019                  | Paris Saint-Germain        | L1                         | 14         | 2          | CF+CdL          | 0               | 0               | UCL                | 5                  | 0                  | SF          | 1           | 0           | 20     | 2      |
| Totale Paris Saint-Germain | Totale Paris Saint-Germain | Totale Paris Saint-Germain | 150        | 13         |                 | 38              | 6               |                    | 36                 | 4                  |             | 3           | 1           | 227    | 24     |
| 2019-2020                  | Juventus                   | A                          | 28         | 1          | CI              | 4               | 0               | UCL                | 5                  | 0                  | SI          | 0           | 0           | 37     | 1      |
| 2020-2021                  | Juventus                   | A                          | 34         | 4          | CI              | 5               | 0               | UCL                | 7                  | 1                  | SI          | 1           | 0           | 47     | 5      |
| 2021-2022                  | Juventus                   | A                          | 32         | 0          | CI              | 5               | 0               | UCL                | 7                  | 0                  | SI          | 1           | 0           | 45     | 0      |
| 2022-2023                  | Juventus                   | A                          | 32         | 8          | CI              | 3               | 0               | UCL+UEL            | 5+8                | 2+1                | -           | -           | -           | 48     | 11     |
| 2023-2024                  | Juventus                   | A                          | 31         | 5          | CI              | 4               | 0               | -                  | -                  | -                  | -           | -           | -           | 35     | 5      |
| Totale Juventus            | Totale Juventus            | Totale Juventus            | 157        | 18         |                 | 21              | 0               |                    | 32                 | 4                  |             | 2           | 0           | 212    | 22     |
| set. 2024-2025             | Olympique Marsiglia        | L1                         | 27         | 9          | CF              | 2               | 1               | -                  | -                  | -                  | -           | -           | -           | 29     | 10     |
| Totale carriera            | Totale carriera            | Totale carriera            | 353        | 41         |                 | 61              | 7               |                    | 68                 | 8                  |             | 5           | 1           | 487    | 57     |

### Cronologia presenze e reti in nazionale
| Cronologia completa delle presenze e delle reti in nazionale ― Francia | Cronologia completa delle presenze e delle reti in nazionale ― Francia | Cronologia completa delle presenze e delle reti in nazionale ― Francia | Cronologia completa delle presenze e delle reti in nazionale ― Francia | Cronologia completa delle presenze e delle reti in nazionale ― Francia | Cronologia completa delle presenze e delle reti in nazionale ― Francia | Cronologia completa delle presenze e delle reti in nazionale ― Francia | Cronologia completa delle presenze e delle reti in nazionale ― Francia |
| Data                                                                   | Città                                                                  | In casa                                                                | Risultato                                                              | Ospiti                                                                 | Competizione                                                           | Reti                                                                   | Note                                                                   |
| ---------------------------------------------------------------------- | ---------------------------------------------------------------------- | ---------------------------------------------------------------------- | ---------------------------------------------------------------------- | ---------------------------------------------------------------------- | ---------------------------------------------------------------------- | ---------------------------------------------------------------------- | ---------------------------------------------------------------------- |
| 15-11-2016                                                             | Lens                                                                   | Francia                                                                | 0 – 0                                                                  | Costa d'Avorio                                                         | Amichevole                                                             | -                                                                      | 78’                                                                    |
| 25-3-2017                                                              | Lussemburgo                                                            | Lussemburgo                                                            | 1 – 3                                                                  | Francia                                                                | Qual. Mondiali 2018                                                    | -                                                                      | 83’                                                                    |
| 28-3-2017                                                              | Saint-Denis                                                            | Francia                                                                | 0 – 2                                                                  | Spagna                                                                 | Amichevole                                                             | -                                                                      | 45’                                                                    |
| 7-10-2017                                                              | Sofia                                                                  | Bulgaria                                                               | 0 – 1                                                                  | Francia                                                                | Qual. Mondiali 2018                                                    | -                                                                      | 34’                                                                    |
| 14-11-2017                                                             | Colonia                                                                | Germania                                                               | 2 – 2                                                                  | Francia                                                                | Amichevole                                                             | -                                                                      |                                                                        |
| 27-3-2018                                                              | San Pietroburgo                                                        | Russia                                                                 | 1 – 3                                                                  | Francia                                                                | Amichevole                                                             | -                                                                      | 81’                                                                    |
| 5-9-2020                                                               | Solna                                                                  | Svezia                                                                 | 0 – 1                                                                  | Francia                                                                | UEFA Nations League 2020-2021 - 1º turno                               | -                                                                      |                                                                        |
| 11-10-2020                                                             | Saint-Denis                                                            | Francia                                                                | 0 – 0                                                                  | Portogallo                                                             | UEFA Nations League 2020-2021 - 1º turno                               | -                                                                      |                                                                        |
| 14-10-2020                                                             | Zagabria                                                               | Croazia                                                                | 1 – 2                                                                  | Francia                                                                | UEFA Nations League 2020-2021 - 1º turno                               | -                                                                      | 74’                                                                    |
| 14-11-2020                                                             | Lisbona                                                                | Portogallo                                                             | 0 – 1                                                                  | Francia                                                                | UEFA Nations League 2020-2021 - 1º turno                               | -                                                                      |                                                                        |
| 17-11-2020                                                             | Saint-Denis                                                            | Francia                                                                | 4 – 2                                                                  | Svezia                                                                 | UEFA Nations League 2020-2021 - 1º turno                               | -                                                                      |                                                                        |
| 24-3-2021                                                              | Saint-Denis                                                            | Francia                                                                | 1 – 1                                                                  | Ucraina                                                                | Qual. Mondiali 2022                                                    | -                                                                      |                                                                        |
| 28-3-2021                                                              | Astana                                                                 | Kazakistan                                                             | 0 – 2                                                                  | Francia                                                                | Qual. Mondiali 2022                                                    | -                                                                      | 60’                                                                    |
| 31-3-2021                                                              | Sarajevo                                                               | Bosnia ed Erzegovina                                                   | 0 – 1                                                                  | Francia                                                                | Qual. Mondiali 2022                                                    | -                                                                      |                                                                        |
| 2-6-2021                                                               | Nizza                                                                  | Francia                                                                | 3 – 0                                                                  | Galles                                                                 | Amichevole                                                             | -                                                                      |                                                                        |
| 15-6-2021                                                              | Monaco di Baviera                                                      | Francia                                                                | 1 – 0                                                                  | Germania                                                               | Euro 2020 - 1º turno                                                   | -                                                                      | 90+4’                                                                  |
| 19-6-2021                                                              | Budapest                                                               | Ungheria                                                               | 1 – 1                                                                  | Francia                                                                | Euro 2020 - 1º turno                                                   | -                                                                      | 57’                                                                    |
| 23-6-2021                                                              | Budapest                                                               | Portogallo                                                             | 2 – 2                                                                  | Francia                                                                | Euro 2020 - 1º turno                                                   | -                                                                      | 52’                                                                    |
| 28-6-2021                                                              | Bucarest                                                               | Francia                                                                | 3 – 3 dts (4 – 5 dtr)                                                  | Svizzera                                                               | Euro 2020 - Ottavi di finale                                           | -                                                                      |                                                                        |
| 4-9-2021                                                               | Kiev                                                                   | Ucraina                                                                | 1 – 1                                                                  | Francia                                                                | Qual. Mondiali 2022                                                    | -                                                                      |                                                                        |
| 7-9-2021                                                               | Décines-Charpieu                                                       | Francia                                                                | 2 – 0                                                                  | Finlandia                                                              | Qual. Mondiali 2022                                                    | -                                                                      |                                                                        |
| 7-10-2021                                                              | Torino                                                                 | Belgio                                                                 | 2 – 3                                                                  | Francia                                                                | UEFA Nations League 2020-2021 - Semifinale                             | -                                                                      | 75’                                                                    |
| 13-11-2021                                                             | Parigi                                                                 | Francia                                                                | 8 – 0                                                                  | Kazakistan                                                             | Qual. Mondiali 2022                                                    | 1                                                                      |                                                                        |
| 16-11-2021                                                             | Helsinki                                                               | Finlandia                                                              | 0 – 2                                                                  | Francia                                                                | Qual. Mondiali 2022                                                    | -                                                                      | 86’                                                                    |
| 25-3-2022                                                              | Marsiglia                                                              | Francia                                                                | 2 – 1                                                                  | Costa d'Avorio                                                         | Amichevole                                                             | -                                                                      | 89’                                                                    |
| 29-3-2022                                                              | Villeneuve-d'Ascq                                                      | Francia                                                                | 5 – 0                                                                  | Sudafrica                                                              | Amichevole                                                             | -                                                                      | 67’ 75’                                                                |
| 3-6-2022                                                               | Saint-Denis                                                            | Francia                                                                | 1 – 2                                                                  | Danimarca                                                              | UEFA Nations League 2022-2023 - 1º turno                               | -                                                                      | 78’                                                                    |
| 6-6-2022                                                               | Spalato                                                                | Croazia                                                                | 1 – 1                                                                  | Francia                                                                | UEFA Nations League 2022-2023 - 1º turno                               | 1                                                                      |                                                                        |
| 13-6-2022                                                              | Saint-Denis                                                            | Francia                                                                | 0 – 1                                                                  | Croazia                                                                | UEFA Nations League 2022-2023 - 1º turno                               | -                                                                      | 67’                                                                    |
| 22-11-2022                                                             | Al Wakrah                                                              | Francia                                                                | 4 – 1                                                                  | Australia                                                              | Mondiali 2022 - 1º turno                                               | 1                                                                      |                                                                        |
| 26-11-2022                                                             | Doha                                                                   | Francia                                                                | 2 – 1                                                                  | Danimarca                                                              | Mondiali 2022 - 1º turno                                               | -                                                                      |                                                                        |
| 30-11-2022                                                             | Al Rayyan                                                              | Tunisia                                                                | 1 – 0                                                                  | Francia                                                                | Mondiali 2022 - 1º turno                                               | -                                                                      | 63’                                                                    |
| 4-12-2022                                                              | Doha                                                                   | Francia                                                                | 3 – 1                                                                  | Polonia                                                                | Mondiali 2022 - Ottavi di finale                                       | -                                                                      |                                                                        |
| 10-12-2022                                                             | Al Khor                                                                | Inghilterra                                                            | 1 – 2                                                                  | Francia                                                                | Mondiali 2022 - Quarti di finale                                       | -                                                                      |                                                                        |
| 18-12-2022                                                             | Lusail                                                                 | Argentina                                                              | 3 – 3 dts (4 – 2 dtr)                                                  | Francia                                                                | Mondiali 2022 - Finale                                                 | -                                                                      | 55’ 96’                                                                |
| 24-3-2023                                                              | Saint-Denis                                                            | Francia                                                                | 4 – 0                                                                  | Paesi Bassi                                                            | Qual. Euro 2024                                                        | -                                                                      | 45’ 89’                                                                |
| 27-3-2023                                                              | Dublino                                                                | Irlanda                                                                | 0 – 1                                                                  | Francia                                                                | Qual. Euro 2024                                                        | -                                                                      | 81’                                                                    |
| 7-9-2023                                                               | Parigi                                                                 | Francia                                                                | 2 – 0                                                                  | Irlanda                                                                | Qual. Euro 2024                                                        | -                                                                      |                                                                        |
| 12-9-2023                                                              | Dortmund                                                               | Germania                                                               | 2 – 1                                                                  | Francia                                                                | Amichevole                                                             | -                                                                      | 78’                                                                    |
| 13-10-2023                                                             | Eindhoven                                                              | Paesi Bassi                                                            | 1 – 2                                                                  | Francia                                                                | Qual. Euro 2024                                                        | -                                                                      |                                                                        |
| 18-11-2023                                                             | Nizza                                                                  | Francia                                                                | 14 – 0                                                                 | Gibilterra                                                             | Qual. Euro 2024                                                        | 1                                                                      | 67’                                                                    |
| 21-11-2023                                                             | Atene                                                                  | Grecia                                                                 | 2 – 2                                                                  | Francia                                                                | Qual. Euro 2024                                                        | -                                                                      |                                                                        |
| 23-3-2024                                                              | Lione                                                                  | Francia                                                                | 0 – 2                                                                  | Germania                                                               | Amichevole                                                             | -                                                                      | 73’                                                                    |
| 17-6-2024                                                              | Düsseldorf                                                             | Austria                                                                | 0 – 1                                                                  | Francia                                                                | Euro 2024 - 1º turno                                                   | -                                                                      | 71’                                                                    |
| 21-6-2024                                                              | Lipsia                                                                 | Paesi Bassi                                                            | 0 – 0                                                                  | Francia                                                                | Euro 2024 - 1º turno                                                   | -                                                                      |                                                                        |
| 25-6-2024                                                              | Dortmund                                                               | Francia                                                                | 1 – 1                                                                  | Polonia                                                                | Euro 2024 - 1º turno                                                   | -                                                                      | 43’ 61’                                                                |
| 1-7-2024                                                               | Düsseldorf                                                             | Francia                                                                | 1 – 0                                                                  | Belgio                                                                 | Euro 2024 - Ottavi di finale                                           | -                                                                      | 24’                                                                    |
| 9-7-2024                                                               | Monaco di Baviera                                                      | Spagna                                                                 | 2 – 1                                                                  | Francia                                                                | Euro 2024 - Semifinale                                                 | -                                                                      | 62’                                                                    |
| 14-11-2024                                                             | Saint-Denis                                                            | Francia                                                                | 0 – 0                                                                  | Israele                                                                | UEFA Nations League 2024-2025 - 1º turno                               | -                                                                      | 71’                                                                    |
| 17-11-2024                                                             | Milano                                                                 | Italia                                                                 | 1 – 3                                                                  | Francia                                                                | UEFA Nations League 2024-2025 - 1º turno                               | 2                                                                      |                                                                        |
| 20-3-2025                                                              | Spalato                                                                | Croazia                                                                | 2 – 0                                                                  | Francia                                                                | UEFA Nations League 2024-2025 - Quarti di finale                       | -                                                                      | 64’                                                                    |
| 5-6-2025                                                               | Stoccarda                                                              | Spagna                                                                 | 5 – 4                                                                  | Francia                                                                | UEFA Nations League 2024-2025 - Semifinale                             | -                                                                      | 51’                                                                    |
| 8-6-2025                                                               | Stoccarda                                                              | Germania                                                               | 0 – 2                                                                  | Francia                                                                | UEFA Nations League 2024-2025 - Finale 3º posto                        | -                                                                      |                                                                        |
| Totale                                                                 |                                                                        | Presenze                                                               | 53                                                                     |                                                                        | Reti                                                                   | 6                                                                      |                                                                        |

## Palmarès

### Club
- Campionato francese: 5

Paris Saint-Germain: 2013-2014, 2014-2015, 2015-2016, 2017-2018, 2018-2019
- Supercoppa francese: 2

Paris Saint-Germain: 2015, 2018
- Coppa di Lega francese: 5

Paris Saint-Germain: 2013-2014, 2014-2015, 2015-2016, 2016-2017, 2017-2018
- Coppa di Francia: 4

Paris Saint-Germain: 2014-2015, 2015-2016, 2016-2017, 2017-2018
- Campionato italiano: 1

Juventus: 2019-2020
- Supercoppa italiana: 1

Juventus: 2020
- Coppa Italia: 2

Juventus: 2020-2021, 2023-2024

### Nazionale
- UEFA Nations League: 1

2020-2021